# Place Vendome (album)
Place Vendome è l'omonimo album del gruppo hard rock tedesco Place Vendome.

## Il disco
Nel 2005, Serafino Perugino, presidente dell'etichetta discografica napoletana Frontiers Records, propose all'ex-cantante degli Helloween Michael Kiske di partecipare ad un progetto (che avrà quasi sicuramente un seguito) di rock melodico, cantando su pezzi scritti dal quotato produttore e bassista dei Pink Cream 69 Dennis Ward e dal loro cantante David Readman, e avendo come band Kosta Zafiriou (batteria) e Uwe Reitenauer (chitarra) sempre dei Pink Cream 69, insieme a Günter Werno, tastierista dei Vanden Plas. Il risultato è un album molto acclamato dalle riviste musicali del settore e dai fan dell'ex Helloween.

## Tracce
1. Cross the Line
2. I Will Be Waiting
3. Too Late
4. I Will Be Gone
5. The Setting Sun
6. Place Vendome
7. Heaven's Door
8. Right Here
9. Magic Carpet
10. Sign of the Times
11. Photograph (Bonus track per il Giappone)

Tutti i brani scritti da Dennis Ward e David Readman.

## Formazione
- Michael Kiske - voce
- Dennis Ward - basso
- Kosta Zafiriou - batteria
- Uwe Reitenauer - chitarra
- Günter Werno - tastiere